# L'Apparition (Moreau, c.1875)
Pour les articles homonymes, voir L'Apparition.
L'Apparition est un tableau peint vers 1875 par Gustave Moreau. Il mesure 142 cm de haut et 103 cm de large. Il est conservé au musée Gustave-Moreau.